# Kim Ung-yong
Đây là một tên người Triều Tiên, họ là Kim.
Kim Ung-yong (Hangul:김웅용; sinh ngày 8 tháng 3 năm 1962), là một giáo sư và thần đồng người Hàn Quốc. Ông được Sách Kỷ lục Guinness ghi nhận là một trong những người có chỉ số IQ cao nhất thế giới.

## Tiểu sử
Kim sinh ra tại Seoul, Hàn Quốc và là con của hai vợ chồng giáo sư đại học. Một điều đặc biệt là cả cha và mẹ của ông đều được sinh ra vào lúc 11h ngày 23 tháng 5 năm 1934.
Kim Ung-Yong đã biết nói từ khi chưa đầy 12 tháng tuổi và lên 2 tuổi ông đã có thể đọc được tiếng Hàn Quốc, Nhật Bản, Đức và Anh. Khi ông lên 4, cha ông kể rằng ông đã nhớ được khoảng hơn 2000 từ vựng tiếng Anh và Đức. Ông biết làm thơ bằng tiếng Hàn và tiếng Trung, viết bài luận về thơ cho hai cuốn sách ngắn (ít nhất 20 trang). Cùng năm này, ông đã đạt được 210 điểm trong bài kiểm tra IQ cho trẻ 7 tuổi.
Một bài báo viết về ông sau đó đã được đăng trên tạp chí Look. Sau khi đọc bài viết này, một giáo viên và các học sinh của trường Trung học Grant ở Los Angeles đã bắt đầu viết thư cho ông và đến tháng 2 năm 1967 thì cha ông đồng ý cho ông ghi danh vào học tại ngôi trường này.
Ngày 5 tháng 11 năm 1967, Kim đã giải quyết được nhiều bài toán tích phân khác nhau trên đài truyền hình của Nhật Bản. Lên 7 tuổi, Kim Ung-Yong sang Hoa Kỳ để học tập và nghiên cứu theo lời mời của NASA. Ông đã hoàn thành chương trình đại học và cuối cùng lấy được bằng tiến sĩ về Vật lý của Đại học bang Colorado trước năm 15 tuổi.
Năm 1974, khi đang học đại học, ông đã bắt đầu công việc nghiên cứu tại NASA và tiếp tục làm việc ở đó cho đến khi quay trở lại Hàn Quốc vào năm 1978.
Tới năm 2007, ông tiếp tục làm giáo sư tại Đại học Quốc gia Chungbuk.